# Märrsprängaren (Karlskoga socken, Värmland)
Märrsprängaren är en sjö i Karlskoga kommun i Värmland och ingår i Göta älvs huvudavrinningsområde. Sjön är 11 meter djup, har en yta på 0,009 kvadratkilometer och befinner sig 243,3 meter över havet.